# Анисија Солунска
Света мученица Анисија (грч. Ανυσία; 285—304) је рођена у Солуну од угледних и богатих родитеља, и васпитана у хришћанству. Рано је остала сироче.
Српска православна црква слави је 30. децембра по црквеном, а 12. јануара по грегоријанском календару.